# Dinko Zavorović
Dinko Zavorović (Šibenik, 1540. – 1608.), hrvatski je povjesničar i vojna osoba. Prema Ivanu Lučiću, ocu suvremene hrvatske povijesne znanosti, Zavorović je prvim hrvatskim novovjekovnim povjesničarem.

## Životopis
Rodio se u Šibeniku 1540. godine. Političke okolnosti u njegovo vrijeme su bile te što je dio Hrvatskog Kraljevstva bio u personalnoj uniji s Ugarskom u Hrvatsko-Ugarskoj državi. Veliki dio hrvatskog teritorija je bio okupiran: Mletačka Republika je osvajanjima i političkom trgovinom došla do velikog prostora hrvatskog priobalja i otoka, a nadiruće Tursko Carstvo je zauzelo zadnje slobodne enklave Hrvatskog Kraljevstva uz južno primorje, pored krajeva koje su Turci bili okupirali pred nepuno stoljeće. Kao brojni hrvatski intelektualci svog vremena, studirao je na Apeninima. Studirao je pravo u Padovi. Nakon što je završio studij, vratio se je u Šibenik gdje je postao gradskim vijećnikom te član Vijeća petnaestorice. Jedna od zadaća mu je bila skrb za gradsku sigurnost.
Njegov traktat o povijesti grada Šibenika Tratatto sopra le cose de Sebenico ga je doveo u nemilost mletačkih vlasti. Razlog je bio taj što je pokazao loše strane mletačke vlasti u dalmatinskim gradovima. Stoga su ga za kaznu prognali iz Šibenika na četiri godine, a pretpostavlja se da je to najvjerojatnije bilo u razdoblju od 1585. do 1588. godine. U tom je razdoblju boravio u Ugarskoj kod rođaka i velika prijatelja Fausta Vrančića, čanadskog biskupa. Ondje se vojno angažirao, istaknuvši se u protuturskim ratovima. Bio je došao do časničkog položaja, a za istaknutu borbu ga je nagradio sam car Rudolf plemićkim statusom.
Šibenčani su ga u to vrijeme zvali neka se vrati. To je i učinio. Postaje je članom Corte maggior te je do kraja napisao povijest Šibenika, a ujedno je pisao novo djelo De rebus Dalmaticis libri octo.
Zavorović je bio dijelom šibenskoga humanističkog kruga. Intelektualno, prijateljski i rodbinski je bio vezan s Faustom Vrančićem, Ivanom Tomkom Mrnavićem i Franom Divnićem. U njegovu se djelu može očitati utjecaj hrvatskih humanista, prethodnika Dinka Zavorovića: Jurja Šižgorića i Marka Marulića.
Jedno je Zavorovićevo djelo nestalo u nesretnim okolnostima. Jedini primjerak jedne Zavorovićeve povijesne knjige je nestao kod britanskog isusovca Roberta Turnera ( Robert Bonaventura Britanac), velikog poznavatelja povijesti ilirske i dalmatinske. 1598. mu je Zavorović dao svoj jedini primjerak na čitanje, u nadi da će mu ovaj pročitati djelo i korisno ga svjetovati. Primjerke nije dobio nazad, jer je Turner umro 1599. godine, dok je Zavorović dugo vremena ostao razočaran, u strahu da će netko objaviti njegov rad pod tuđim imenom. Tajna ovog slučaja je riješena 400 godina poslije, kad je Iva Kurelac ispitala i raščlanila građu o imenima gojenaca (Nomina alumnorum) iz Arhiva rimskog kolegija Germanicum et Hungaricum.
Primjerak prijevoda Zavorovićeve Povijesti Dalmacije koji je bio napisan na latinskom, na talijanski je preveo Albert Papalić, a završio je u Britanskom muzeju.
O Zavoroviću je 2008. godine Iva Kurelac napisala monografiju Dinko Zavorović – šibenski humanist i povjesničar.

## Vanjske poveznice
- Vijenac br.389/2009.  Arhivirana inačica izvorne stranice od 1. listopada 2009. (Wayback Machine) Mirko Srdelić: Dinko Zavorović – šibenski humanist i povjesničar, prikaz iz knjige Ive Kurelac